# بستان متنى
بستان متنى مزرعة صغيرة تتبع قرية تعنيتا في ناحية قرى مركز بانياس في منطقة بانياس التابعة لمحافظة طرطوس.